# Definitive Jux
Definitive Jux (meglio conosciuta come Def Jux) è una etichetta discografica indipendente statunitense, che si occupa prevalentemente di musica hip hop, con sede a New York.

## Artisti
I membri della Definitive Jux sono affettuosamente chiamati Def Jukies o Jukies.
- El-P (membro dei Company Flow), proprietario e AD
- Aesop Rock
- Mr. Lif
- Murs
- C-Rayz Walz
- Rob Sonic
- Despot
- Cage
- RJD2
- NASA, ingegnere del suono
- Cannibal Ox (Vast Aire e Vordul Mega)
- S.A. Smash (Metro e Camu Tao)
- Hangar 18 (Alaska, Windnbreeze e DJ Pawl)
- The Perceptionists (Mr. Lif, Akrobatik e DJ Fakts One)
- Party Fun Action Committee (Blockhead e Jer)
- 4th Pyramid
- Cool Calm Pete

## Pubblicazioni

### El-P
- El-P Presents Cannibal Oxtrumentals (2001)
- Fantastic Damage (2002)
- Fan Dam Plus: Instrumentals, Remixes, Lyrics & Video (2002)
- Collecting The Kid (2004)
- I'll Sleep When You're Dead (2007)

### Aesop Rock
- Labor Days (2001)
- Daylight EP (2002)
- Bazooka Tooth (2003)
- Build Your Own Bazooka Tooth (2004)
- Fast Cars, Danger, Fire and Knives EP (2005)
- None Shall Pass (2007)

### RJD2
- Deadringer (2003)
- The Horror EP (2003)
- Since We Last Spoke (2004)

### Cannibal Ox
- The Cold Vein (2001)
- Return of the Ox: Live at CMJ (2005)

### Mr. Lif
- Enters The Colossus EP (2001)
- Emergency Rations EP (2002)
- I Phantom (2002)
- Mo' Mega (2006)

### MURS
- The End Of The Beginning (2003)
- Murs 3:16: The 9th Edition (2004)

### S.A. Smash
- Smashy Trashy (2003)
- Smash Burger (forthcoming 2005)

### C-Rayz Walz
- Ravipops (The Substance) (2003)
- We Live: The Black Samurai EP (2004)
- Year Of The Beast (2005)

### Rob Sonic
- Telicatessen (2004)
- Sabotage Gigante (2007)

### Hangar 18
- The Multi-Platinum Debut Album (2004)
- Sweep The Leg (2007)

### The Perceptionists
- Black Dialogue (2005)

### Party Fun Action Committee
- Let's Get Serious (2003)

### Cage
- Hell's Winter (2005)

### Cool Calm Pete
- Lost The Album (2005) [Solo per il Regno Unito, in USA è stato pubblicato da Embedded Records]